# 野平省三
野平 省三（のひら しょうぞう、1900年5月30日 - 1974年8月7日）は、日本の騎手、調教師である。宮内省下総御料牧場などの牧夫を経て騎手兼調教師に転じ、ウアルドマインで第2回横濱農林省賞典四歳呼馬（現・皐月賞）に優勝。戦後は調教師としてJRA顕彰馬スピードシンボリなどを管理した。それぞれ騎手・調教師の野平富久は長男、野平祐二（騎手顕彰者）は次男、騎手の野平幸雄は三男である。

## 経歴
1900年、千葉県印旛郡に生まれる。中央競馬ピーアール・センターが刊行した『日本の騎手』によれば、実業補習学校を経て1925年1月に下総御料牧場に入り、種牡馬チャペルブラムプトンの交配管理を担当したとされているが、次男・祐二の著書『馬の背で口笛吹いて』によれば、ずっと早く下総御料で育成に従事しており、こちらでは「20歳か、22、3歳の頃」に下総御料牧場から経験のある省三が抜擢され、当時の場長と共に北海道根室の牧場に移り、後に下総御料に戻り、『日本の騎手』の記述にある大正末期にはシンボリ牧場を手伝っていたとされている。
『日本の騎手』によれば、牧夫から騎手へ転じるきっかけとなったのは、自身が育成調教を担当していた63ブラマンテー（競走名セイコウ）であり、新馬戦で同馬が勝利するところを目の当たりにして騎手に憧れ、1926年に秋山辰治厩舎に入門、翌1927年3月に中山競馬場で騎手免許を取得した。騎手としては通算712戦89勝を挙げ、1940年ウアルドマインによる横浜農林省賞典四歳呼馬制覇などがある。同馬は調教師としての管理馬でもあった。
戦後は調教師として、かつて手伝っていたシンボリ牧場とも提携しながら活動し、重賞3勝を挙げたスイートワン、同4勝のスイートフラッグ、二度の年度代表馬に選出されたスピードシンボリなどを管理、また非シンボリ牧場出身馬も、メイジアスターとハーバーゲイムが1968年、1969年と最優秀4歳牝馬を連続受賞した。
1973年頃より体調を崩し、1974年8月7日、脳血栓移行肺炎で死去。これに伴って管理馬は長男・富久などの厩舎に移り、また祐二は省三の後を継ぐため、翌年騎手を引退して調教師に転身した。その最後の騎乗馬カーネルシンボリは省三が管理していた馬であり、祐二は目黒記念優勝で引退を飾った。

## 人物
「サラブレッドはジェントルマンが作り出したのだから、ジェントルマンとして馬に関わらなければならない」という持論を息子達が幼少の頃から語った。この考えは特に祐二に対して大きな影響を与え、後年祐二は騎手生活を通じて徹底したフェアプレーを貫き、また競馬が社会悪として蔑まれていた時代にあって「文化・スポーツとしての競馬」の発展に尽力し、「ミスター競馬」と呼ばれた。祐二は省三を「あくまで純粋で誠意の人」「競馬社会の芸術家」と評している。また、ヴァイオリンを嗜み、教会やキリスト教系の学校で賛美歌に合わせて披露するなど、当時としてはハイカラな趣味人であった。

## 成績

### 騎手成績
| 通算成績 | 1着 | 2着 | 3着 | 4着以下 | 騎乗回数 | 勝率 | 連対率 |
| -------- | --- | --- | --- | ------- | -------- | ---- | ------ |
| 計       | 89  | 83  | 74  | 466     | 712      | .125 | .241   |

#### 主な騎乗馬
※いずれも管理調教師を兼務。括弧内は騎乗時の勝利重賞競走。太字は八大競走。
- ニユーフオード（1938年横濱特別・秋）
- ウアルドマイン（1940年横濱農林省賞典四歳呼馬）

### 調教師成績
- 4771戦633勝、重賞38勝（中央競馬発足以降）

#### 主な管理馬
- タジマ（1958年牝馬東京タイムズ杯）
- ウネビヒカリ（1958年朝日杯3歳ステークス 1959年オールカマー 1960年毎日王冠）
- フィリー（1959年中山記念）
- スイートワン（1960年CBC賞、京王杯スプリングハンデキャップ、目黒記念・春）
- キングダンディー（1963年NHK杯）
- ミツクニ（1965年アラブ王冠・春）
- イシリユウ（1965年中山アラブ障害特別）
- ヒロイサミ（1966年中山4歳ステークス、セントライト記念）
- セフトウェー（1967年東京新聞杯）
- スイートフラッグ（1968年京王杯オータムハンデキャップ、オールカマー 1969年牝馬東京タイムズ杯 1970年金杯・東）
- メイジアスター（1969年クイーンステークス、カブトヤマ記念）
- スピードシンボリ（1969・1970年有馬記念など重賞8勝[注 1]）
- マウントセブン（1969年中山大障害・秋）
- ハーバーゲイム（1970年クイーンステークス、牝馬東京タイムズ杯 1971年安田記念）
- ミネラルシンボリ（1971年中山4歳ステークス）
- インターブレイン（1973年京王杯スプリングカップ）
- カーネルシンボリ（1973年北海道3歳ステークス、京王杯3歳ステークス 1974年東京4歳ステークス、弥生賞[注 2]）

### 主な門下生、厩舎スタッフ
- 野平富久（所属騎手）
- 野平祐二（所属騎手）
- 野平幸雄（所属騎手）
- 津田昭（所属騎手）
- 田中清隆（騎手候補生として入門後、省三の死去後に祐二の厩舎からデビュー）
- 伊藤信夫（所属厩務員。スピードシンボリを担当。後に祐二の厩舎で七冠馬シンボリルドルフも担当した）
- 大山末治（大井競馬の昭和期の名調教師、テツノカチドキなどで知られる）